# Berline (Fluggesellschaft)
Berline war eine deutsche Fluggesellschaft mit Sitz in Berlin und Basis auf dem Flughafen Berlin-Schönefeld. Sie wurde von Mitarbeitern der ehemaligen Interflug gegründet und nutzte auch teilweise deren altes Fluggerät. Mit vollem Namen hieß das Unternehmen zunächst IL 18 Air-Cargo Vermittlungs GmbH, am 23. November 1991 wurde es in Ber line Berlin-Brandenburgisches Luftfahrtunternehmen GmbH umbenannt.

## Geschichte

Il-18 der Berline auf dem Flughafen Dresden, 1993

Nach der Liquidation der Interflug durch Beschluss der Treuhandanstalt vom 7. Februar 1991 schlossen sich Piloten und Personal der IL-18-Staffel zusammen und übernahmen im Frühjahr des Jahres einige Maschinen dieses Typs. Sie gründeten die IL-18 AIR CARGO. Das Unternehmen wurde privat von den Mitarbeitern, teilweise mit Geldern aus dem Sozialplan, finanziert. Am 1. November 1991 benannte sich die Gesellschaft in Berline um. Geschäftsführer waren Wolfgang Krauss und Reinhard Knäblein. Inhaber waren die Herren Krauss, Knäblein und Kühn.
Im Jahre 1993 kamen zur Flotte zwei Fokker 100 hinzu, die als Leasingflugzeuge von TAT European Airlines mit französischen Kennzeichen von Berline-Piloten geflogen wurden.
Trotz der nach eigener Aussage guten Auftragslage konnte ein kostendeckender Betrieb nicht erreicht werden. Im Frühjahr 1994 beliefen sich die Verbindlichkeiten der Gesellschaft auf zehn Millionen DM. Aufgrund der finanziellen Situation meldete Berline am 31. März 1994 erstmals Insolvenz an. Diese konnte kurzfristig abgewendet werden, nachdem zwei neue Investoren gefunden wurden. Eine Kapitalaufstockung durch diese erfolgte jedoch nicht. Stattdessen verdoppelten sich die Schulden der Gesellschaft bis Oktober 1994 auf 20 Millionen DM, davon fünf Millionen DM an ausstehenden Lohnforderungen und Sozialversicherungsbeiträgen für die AOK Brandenburg. Ein weiterer Gläubiger war die Lufthansa. Der endgültige Konkurs der Gesellschaft erfolgte am 28. Oktober 1994.

## Flugziele
Berline operierte im Charter-, Bedarfs- und Frachtflugverkehr. Zunächst flog die Gesellschaft mit den übernommenen IL-18 der Interflug. Es wurden beispielsweise UN-Einsätze nach Zypern, Kroatien, Spezialtransporte für Erdölgesellschaften in die GUS, Flüge für Sportvereine, für Autohersteller sowie Tiertransporte in den Ural durchgeführt. Der Urlauberverkehr in die klassischen Urlaubsregionen war stark steigend. Hier flog die Gesellschaft nach Südosteuropa (Griechenland, Türkei, Bulgarien), nach Nordafrika (Tunesien, Ägypten) und in verschiedene Regionen der Iberischen Halbinsel und auf die Kanarischen Inseln.

## Flotte
Folgende Flugzeuge waren bei der Berline im Einsatz:
- Iljuschin Il-18 D-AOAO (ex DDR-STF der Interflug)
- Iljuschin IL-18 D-AOAP (ex DDR-STI der Interflug)
- Iljuschin IL-18 D-AOAS (ex DDR-STM der Interflug)
- Iljuschin IL-18 D-AOAU (ex DDR-STO der Interflug)
- Iljuschin IL-18 D-AOAQ (ex DDR-STP der Interflug)
- Fokker 100 F-GIOV (von TAT European Airlines geleast)
- Fokker 100 F-GIOX (von TAT European Airlines geleast)